# 西安国际港站
西安国际港站，原名新筑站，是位于西安铁路枢纽北环线上服务于西安国际港务区的铁路货运一等站，为内陆港西安港的重要组成部分，由西安铁路集装箱中心站、新筑铁路综合物流中心、哈萨克斯坦西安码头等设施组成，主要办理整车、一站直达整零及集装箱等货物装卸业务。车站始建于2006年，2013年起成为中欧班列往来西安市班次的起讫站。

## 车站

### 西安铁路集装箱中心站 (南货场)
时铁道部规划的18个铁路集装箱中心站之一，占地2058亩，总投资约6.36亿元人民币，由集装箱作业区、快运作业区、特货装运作业区、整车货物作业区4部分组成。

### 新筑铁路综合物流中心 (北货场)
全国35个铁路一级物流基地之一，占地2441亩，由长大笨重、整车中转、成件包装、公铁联运、公路集散、冷链鲜活、国际货物及综合办公八大功能区组成。2014年开工建设，2018年投入使用。新建到发场于2018年9月开通。

### 哈萨克斯坦西安码头
由中国和哈萨克斯坦两国合作共建，总占地约100亩，设有货物仓库、集装箱堆区等作业区，并与西安国际港站集装箱装卸场区连接，可提升集装箱的取送效率，有助于实现中国进出口哈萨克斯坦的货物在西安进行快速集散、分拨。

### 口岸
隶属于西安海关的西安车站海关负责本站的海关管理工作，设有中铁联合国际集装箱有限公司西安海关监管区、西安铁路口岸汽车整车进口口岸监管作业场所等作业区域。

### 扩能改造
为进一步提升货物装卸能力，中国铁路西安局集团有限公司对本站进行了3次扩能改造，货物装卸线增至29条，其中12条货物线兼具到发功能。改造后站内线路呈贯穿环抱式布局，列车到发及装卸可直进直出。

## 中欧班列“长安号”
2013年10月，由西安始发的首班中欧班列从本站出发。随后，西安始发的中欧班列“长安号”列车班次及目的地逐年增加。2022年10月，本站开出全国首列全程按时刻表运行的中欧班列列车，列车在沿途各国的到发时刻固定，货物运输时间得到进一步缩短。2024年起，开展常态化的多式联运业务。截至2023年10月，西安国际港站累计开行逾20000列，约占全国中欧班列开行总量的四分之一，成为全国中欧班列开行量最大的车站。

## 历史
- 2006年，新筑站建成启用。
- 2010年7月1日，西安铁路集装箱中心站建成投入使用。[3]
- 2013年11月28日，首趟由西安始发的中欧班列列车由新筑站出发。[14]
- 2014年10月28日，本站获国家口岸管理办公室批准作为临时口岸对外开放。[15]
- 2016年10月27日，西安新筑铁路综合物流中心开工建设。[5][16]
- 2018年9月27日，新筑物流基地到发场开通，车站到发能力扩充。[8]
- 2019年12月11日，西安车站海关挂牌开关，承担本站西安铁路口岸、西安综合保税区的各项海关工作。[17][10]
- 2021年4月1日，新筑站更名为西安国际港站。[18]
- 2022年10月26日，首列全程按时刻表运行的中欧班列由本站开出。[19]
- 2024年2月28日，哈萨克斯坦西安码头投入运营。[20]
- 2024年3月7日，中欧班列 (河内—西安—布达佩斯) 跨境公铁联运班列由西安国际港站出发，中欧班列 (西安) 跨境公铁联运班列开始常态化开行。[13]